# Hannes Zerbe
Hannes Zerbe (Litzmannstadt, 17 december 1941) is een Duitse pianist en componist in de jazz.

## Biografie
Na een studie elektrotechniek studeerde hij piano en compositie aan de Hochschule für Musik Carl Maria von Weber Dresden en Hochschule für Musik „Hanns Eisler“ Berlijn. Sinds 1969 is hij beroepsmuzikant.
Van 1985 tot 1987 was hij masterstudent voor compositie bij Paul-Heinz Dittrich aan de Akademie der Künste der DDR. Vanaf eind jaren 70 organiseerde en leidde hij internationale workshops en tournees in de jazz en geïmproviseerde muziek.
Zerbe was lid van de groep FEZ (met Conny Bauer, Christoph Niemann en Peter Gröning) en het kwintet Osiris (van Joe Sachse met Manfred Hering, Wolfram Dix en Christoph Winckel). In 1979 richtte hij de grote groep Hannes Zerbe Blech Band op, die ook composities van Hanns Eisler opvoerde. Vanaf 1980 had hij een duo met de tubaspeler Dietrich Unkrodt, vanaf 1995 een duo met klarinettist Jürgen Kupke. Verder werkte Zerbe samen met toneelspelers, regisseurs en zangers voor de uitvoering van teksten van bijvoorbeeld Bert Brecht, Ingeborg Bachmann, Kurt Schwitters en Heiner Müller.
Hij werkte samen met musici als Willem Breuker, Helmut Forsthoff, Manfred Schulze, Charlie Mariano, Toto Blanke, Bernd Konrad, Klaus Koch enGebhard Ullmann. Sinds 1996 leidt hij het Jazzorchester Prokopätz, een bigband dat composities van Eisler, Weill, Breuker en hemzelf brengt. In 2011 richtte hij het Hannes Zerbe Jazz Orchester op. In een duo met saxofonist Dirk Engelhardt improviseert hij tevens op gedichten van Gottfried Benn.
Zerbe schreef o.a. een Konzert für Altsaxofon und Orchester en Reflexionen zu Eislers Winterschlacht-Suite. Tevens componeerde hij voor de film.

## Discografie (selectie)
- Blech Band (1984)
- Rondo a la Fried (1992)
- Ochsenkarren met Unkrodt en de Bläservereinigung Berlin (1994)
- Brecht: Alles wandelt sich met Gina Pietsch (zang) en Jürgen Kupke (klarinet) (1991)
- Jazzorchester Prokopätz (2005)
- Peter Hacks: Was träumt der Teufel met Gina Pietsch.
- Hannes Zerbe Jazz Orchester Eisleriana (2011 JazzHausMusik)
- Hannes Zerbe Jazz Orchester Erlkönig (2013 JazzHausMusik)

## Bron
- Wolf Kampmann (uitg.), Reclams Jazzlexikon. Stuttgart 2003, ISBN 3-15-010528-5.
- Jürgen Wölfer: Jazz in Deutschland – Das Lexikon. Alle Musiker und Plattenfirmen von 1920 bis heute. Hannibal Verlag: Höfen 2008, ISBN 978-3-85445-274-4.